# بيل فيرغسون (سياسي)
بيل فيرغسون (بالإنجليزية: Bill Ferguson)‏ هو سياسي أمريكي، ولد في 15 أبريل 1983 في الولايات المتحدة. حزبياً، نشط في الحزب الديمقراطي.